# أساطير شعبية (مسلسل)
أساطير شعبية مسلسل سعودي، إخراج محمد عزيزية، والمسلسل مأخوذ من كتاب أساطير شعبية من قلب جزيرة العرب لعبد الكريم الجهيمان.

## طاقم العمل
المسلسل من إخراج محمد عزيزية، وأما من قام بالسيناريو والحوار فهو ذياب عيد، والمسلسل مأخوذ من كتاب أساطير شعبية من قلب جزيرة العرب لعبد الكريم الجهيمان. وقد تم تصوير العمل في سوريا.

### الممثلون
المسلسل من بطولة:
- عبد اللّه السدحان
- ناصر القصبي
- محمد العلي
- عبد العزيز الحماد
- عبد الرحمن الخريجي
- بكر الشدي
- خالد سامي
- يوسف الجراح
- جعفر الغريب
- علي إبراهيم
- محمد العيسى
- إبراهيم الحساوي
- خالد منقاح
- عبد الإله السناني
- علي المدفع
- عبد العزيز السكيرين
- شيماء سبت
- زهرة عرفات
- لطيفة المجرن
- فضيلة المبشر
- صباح عبيد
- جيما دريوسي
- رولا ذبيان
- ديما الجندي
- فراس حسن
- قمر خلف